# Volta ràpida

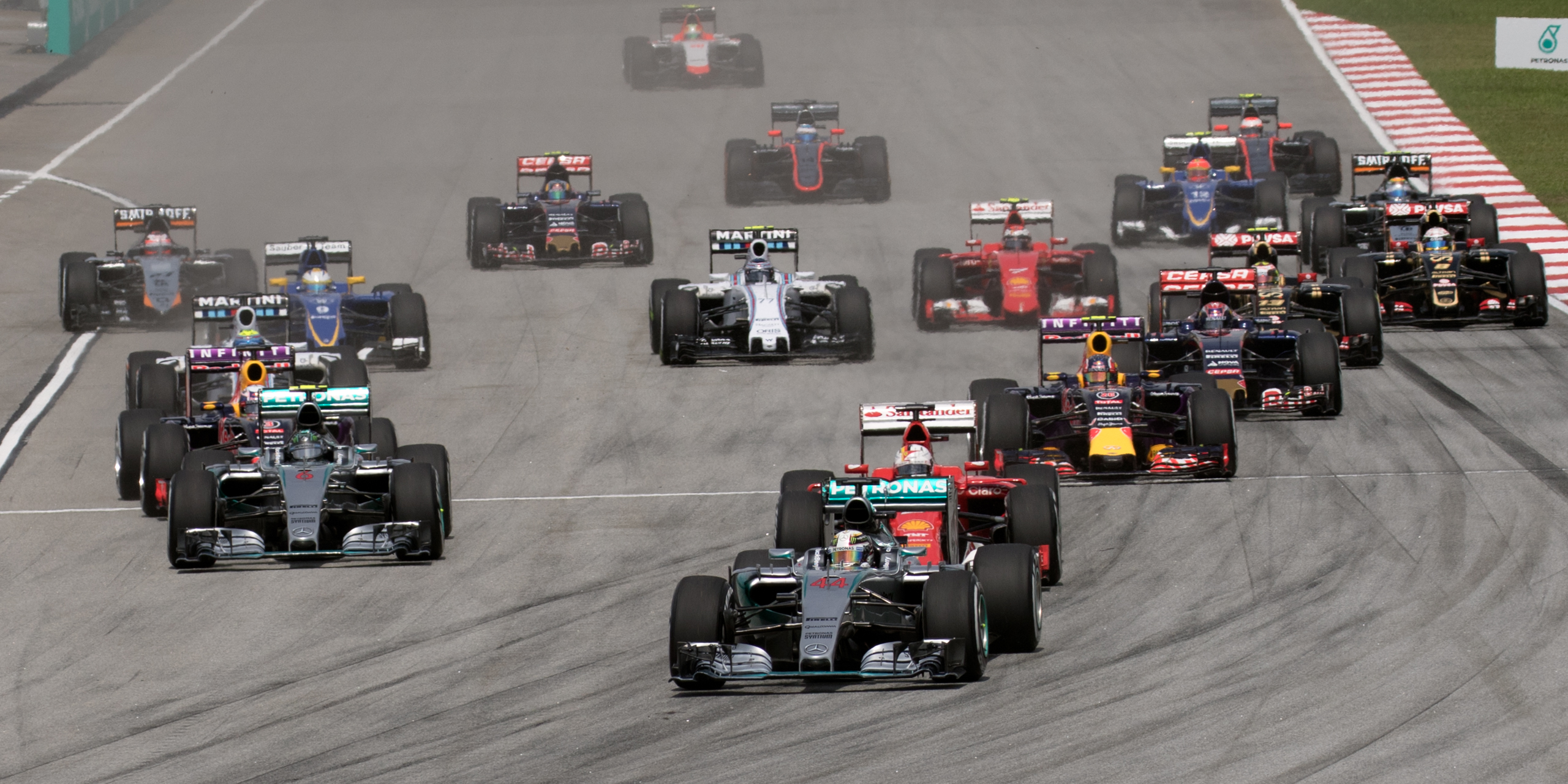
Un moment de la cursa del Gran Premi de Malàisia del 2015

La volta ràpida (en anglès, fastest lap) és un terme que es fa servir tant a l'àmbit del motociclisme com a l'automobilístic per a designar la volta més ràpida aconseguida per un pilot durant una cursa.

## Funcionament
A la Fórmula 1, per exemple, quan un pilot aconsegueix la volta ràpida durant la cursa, és comú que a la retransmissió televisiva aparegui un símbol que indica la volta ràpida al costat del nom o el nombre del pilot (acostuma a ser de color lila). Aquest símbol pot ser un dibuix específic, com un raig o una etiqueta que diu "FL" (fastest lap). A més, alguns sistemes també mostren el temps de la volta ràpida juntament amb aquesta informació perquè els espectadors puguin veure ràpidament el rendiment del pilot en aquesta volta específica. A la Fórmula 1, s'atorguen punts addicionals al pilot i a l'equip que registra la volta ràpida, sempre que també hagin acabat entre els deu primers en la classificació final de la cursa.
En canvi, des de  1950, al mundial de motociclisme no hi ha bonificació amb punts addicionals, tot i que igualment se'n registra la classificació.
La volta ràpida és de màxima importància en la jornada de qualificació, el dia anterior a la cursa, ja que és el sistema segons el qual s'ordenaran els pilots en la graella de sortida de diumenge. Així, el pilot classificat amb el millor temps, obté la posició preferent (pole position) i sortirà el primer en la cursa.

## Rècords
| Negreta | Pilot en actiu durant la temporada del 2023 |

| Pos. | Pilot              | Rècord |
| ---- | ------------------ | ------ |
| 1    | Michael Schumacher | 77     |
| 2    | Lewis Hamilton     | 65     |
| 3    | Kimi Räikkönen     | 46     |
| 4    | Alain Prost        | 41     |
| 5    | Sebastian Vettel   | 38     |
| 6    | Max Verstappen     | 30     |
| 6    | Nigel Mansell      | 30     |
| 8    | Jim Clark          | 28     |
| 9    | Mika Häkkinen      | 25     |
| 10   | Fernando Alonso    | 24     |
| 10   | Niki Lauda         | 24     |

| Pos. | Pilot            | Rècord |
| ---- | ---------------- | ------ |
| 1    | Giacomo Agostini | 117    |
| 2    | Valentino Rossi  | 96     |
| 3    | Ángel Nieto      | 81     |
| 4    | Mike Hailwood    | 79     |
| 5    | Marc Márquez     | 75     |
| 6    | Dani Pedrosa     | 64     |
| 7    | Mick Doohan      | 46     |
| 8    | Max Biaggi       | 42     |
| 9    | Jorge Lorenzo    | 37     |
| 10   | Phil Read        | 36     |